# Seznam ročnih minometov
Seznam ročnih minometov.

## M
- M-57 (Jugoslavija)